# Ciao (magazine)
Pour les articles homonymes, voir Ciao (homonymie).
Ciao (ちゃお, Chao) est un magazine de prépublication de mangas mensuel de type shōjo, publiée par la société Shōgakukan. C'est la revue shōjo la plus vendue au Japon, avec un tirage de plus de 700 000 exemplaires (plus du double de ses concurrents directs Nakayoshi et Ribon).
La cible éditoriale du magazine sont les jeunes jeunes filles entre 8 et 14 ans. Les séries ont tendance à être courtes et durent rarement plus de deux ans.